# Ben Uzoh
Benjamin Izoura "Ben" Uzoh (Houston, Texas, 19 de marzo de 1988) es un exjugador de baloncesto con doble nacionalidad nigeriana y estadounidense que jugó como profesional doce temporadas, tres de ellas en la NBA. Con 1,91 metros de estatura, jugaba en la posición de base. Desde 2023 trabaja como ojeador de los Toronto Raptors.

## Trayectoria deportiva

### Universidad
Jugó durante cuatro temporadas con los Golden Hurricane de la Universidad de Tulsa, en las que promedió 13,8 puntos, 5,0 rebotes y 3,0 asistencias por partido. Fue titular en 140 de los 141 partidos que disputó como universitario, siendo el único jugador de la historia de los Golden Hurricane en figurar entre los 10 mejores de todos los tiempos en puntos, rebotes, asistencias, robos de balón y tapones, además de otras seis categorías más. Fue incluido en el segundo mejor quinteto de la Conference USA en 2008 Y 2009 y en el primero en su temporada sénior.

### Profesional
Tras no ser elegido en el Draft de la NBA de 2010, fichó como agente libre por los New Jersey Nets, donde jugó 42 partidos como tercera opción en el puesto de base, promediando 3,8 puntos y 1,6 asistencias. Durante el mes de marzo estuvo asignado a los Springfield Armor de la NBA D-League, donde jugó 4 partidos, en los que promedió 16 puntos, 8 rebotes y 5,8 asistencias.
Al año siguiente estuvo a punto de fichar por el Sutor Montegranaro de la liga italiana para sustituir al lesionado Edgar Sosa, pero acabó fichando por el Lokomotiv Kuban de la liga rusa, pero tras tres partidos en los que no encajó en el equipo, decidió rescindir su contrato, regresando a su país.
Volvió a la NBA D-League con los Rio Grande Valley Vipers, hasta que fue reclamado por los Cleveland Cavaliers con un contrato por diez días para suplir al lesionado Kyrie Irving, jugando dos partidos en los que promedió 2 puntos y 2 rebotes, regresando posteriormente a los Vipers.
El 27 de marzo de 2012 firmó un contrato de diez días con los Toronto Raptors de la NBA.
[actualizar]

### Selección nacional
Con la selección de Nigeria disputó los Afrobasket de 2013, 2015 y 2017. También fue llamado para disputar los JJ. OO. de 2016.
En 2019, participó con su selección en el Mundial de China como base titular, quedando clasificado para los Juegos Olímpicos de 2020 como mejor equipo africano.

## Estadísticas de su carrera en la NBA

### Temporada regular
| Año     | Equipo     | PJ | PT | MPP  | %TC  | %3P  | %TL  | RPP | APP | ROB | TPP | PPP |
| ------- | ---------- | -- | -- | ---- | ---- | ---- | ---- | --- | --- | --- | --- | --- |
| 2010–11 | New Jersey | 42 | 0  | 10.4 | .424 | .375 | .589 | 1.5 | 1.6 | .3  | .2  | 3.8 |
| 2011–12 | Cleveland  | 2  | 0  | 6.5  | .400 | .000 | .000 | 2.0 | 1.0 | .5  | .0  | 2.0 |
| 2011–12 | Toronto    | 16 | 8  | 22.3 | .351 | .000 | .579 | 3.9 | 3.7 | 1.0 | .2  | 4.8 |
| Total   | Total      | 60 | 8  | 13.5 | .395 | .333 | .587 | 2.1 | 2.2 | .5  | .2  | 4.0 |